# Aethiopopactes chenzemae
Aethiopopactes chenzemae là một loài chân đều trong họ Eubelidae. Loài này được Ferrara & Taiti miêu tả khoa học năm 1982.